# Іскра (Звіриноголовський округ)
І́скра (рос. Искра) — селище у складі Звіриноголовського округу Курганської області, Росія.
Населення — 632 особи (2010, 783 у 2002).
Національний склад станом на 2002 рік:
- росіяни — 93 %